# Andrei Korotàiev
Andrei Korotàiev (en rus: Андрей Витальевич Коротаев, nascut el 1961), és un antropòleg, economista, historiador, i sociòleg rus amb importants contribucions a la teoria del sistema mundial i models matemàtics de macrodinàmiques socials i econòmiques. Els seus treballs van ser publicats als EUA,
Anglaterra, 
Rússia, 
França,
Alemanya, 
Àustria,
Suècia,
Bèlgica,
Espanya, Itàlia, Hongria, República Txeca, 
Austràlia,
Xina,
Japó,
Noruega, 
Turquia, Egipte, 
Iemen, Ucraïna i Nova Zelanda.

## Educació i carrera

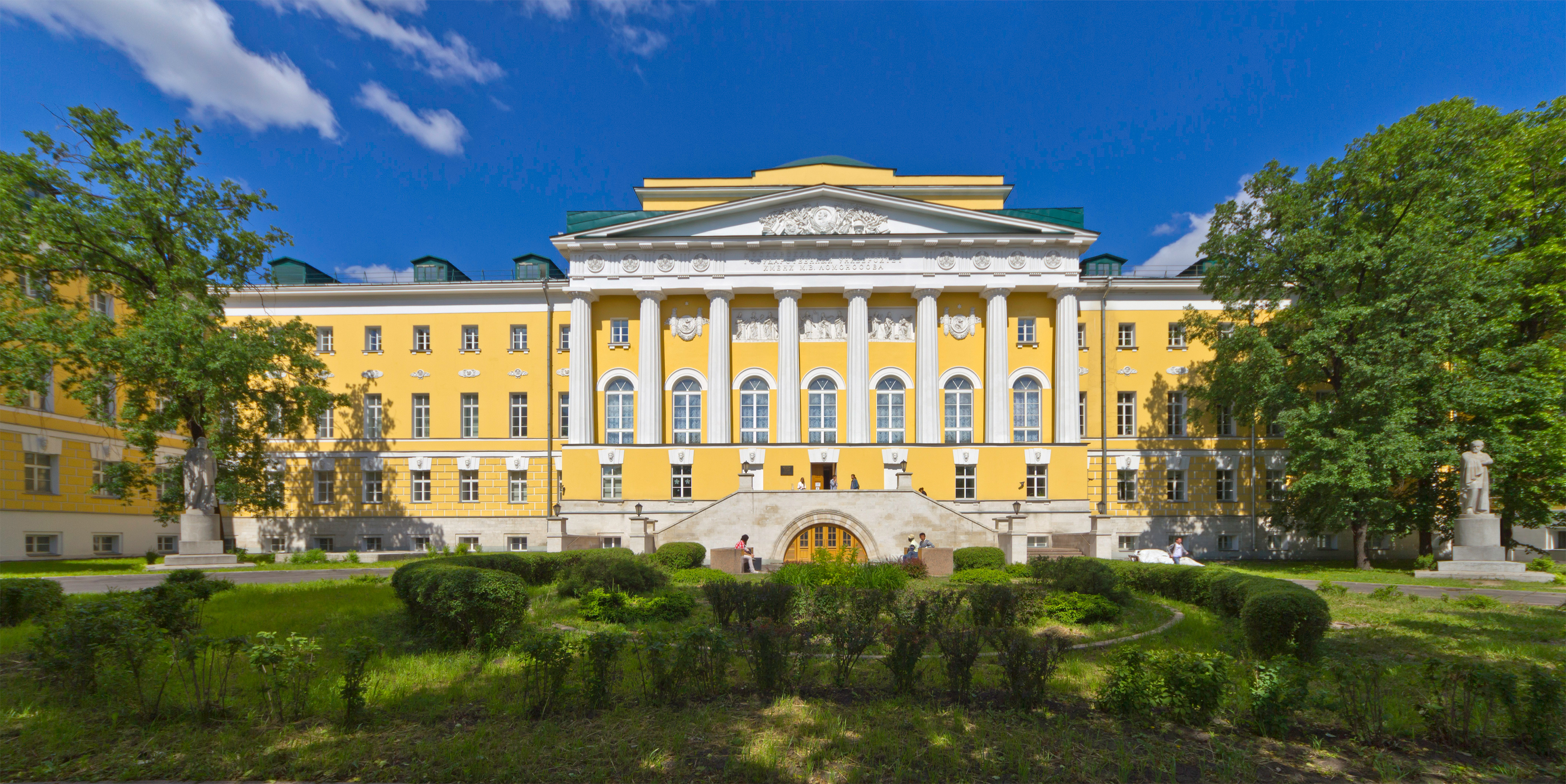
Universitat Estatal de Moscou

Nascut a Moscou, Andrei Korotàiev va assistir a la Universitat Estatal de Moscou, on va rebre el grau de BA el 1984 i de DT el 1989. Va obtenir el doctorat el 1993 per la Universitat de Manchester, i el 1998 el grau de doctor en ciències de l'Acadèmia de les Ciències de Rússia.
Des de l'any 2000, ha estat professor i director del Centre d'Antropologia de l'Orient a la Universitat Estatal Russa d'Humanitats, Moscou, i investigador en l'Institut Oriental i l'Institut d'Estudis Africans de l'Acadèmia de les Ciències de Rússia. El 2003-2004, va ser membre visitant de l'Institut d'Estudis Avançats de Princeton.
És coeditor de la revista Social Evolution and History i de la col·lecció History and Mathematics. Juntament amb Askar Akayev i George Malinetsky, coordina el programa de l'Acadèmia de Ciències de Rússia "Anàlisi i мodelat мatemàtic de la dinàmica mundial".
Korotàiev va guanyar el premi de la Fundació de Suport a la Ciència de Rússia el 2006 després de ser reconegut com un dels millors economistes de l'Acadèmia Russa de Ciències.

## Principals contribucions
Les contribucions més importants d'Andrei Korotàiev pertanyen a quatre àmbits: 

### Models matemàtics de dinàmica social, demogràfica, econòmica i històrica (cliodinàmica)
En el camp de la cliodinàmica, va proposar una de les explicacions més convincents per a l'argument del judici final de Heinz von Foerster. En col·laboració amb els seus col·legues Artemi Malkov i Daria Khaltourina va demostrar que, fins a la dècada de 1970, el creixement hiperbòlic de la població mundial va anar acompanyat per un creixement hiperbòlic de segon grau del PIB mundial, a partir de la qual cosa va desenvolupar una sèrie de models matemàtics que descriuen aquest fenomen com la teoria del sistema mundial. La correlació entre el creixement hiperbòlic de la població mundial i el creixement hiperbòlic de segon grau del PIB mundial, observats fins a la dècada de 1970, correspon a una realimentació positiva no lineal de segon ordre entre el creixement demogràfic i el desenvolupament tecnològic que es pot explicar segons la seqüència:
Creixement tecnològic → increment de la capacitat de càrrega del planeta → creixement demogràfic → més gent → més inventors potencials → acceleració del creixement tecnològic → acceleració de l'increment de la capacitat de càrrega del planeta → creixement demogràfic més ràpid → acceleració de l'augment d'inventors potencials → creixement tecnològic més ràpid → augment de la capacitat de la Terra per suportar gent... i així successivament.
D'altra banda, la seva investigació ha mostrat que des de 1970 el sistema mundial ja no es desenvolupa hiperbòlicament; el seu desenvolupament divergeix cada vegada més del "règim d'inflat" i en l'actualitat s'està desplaçant "des de la singularitat", més que "cap a la singularitat".

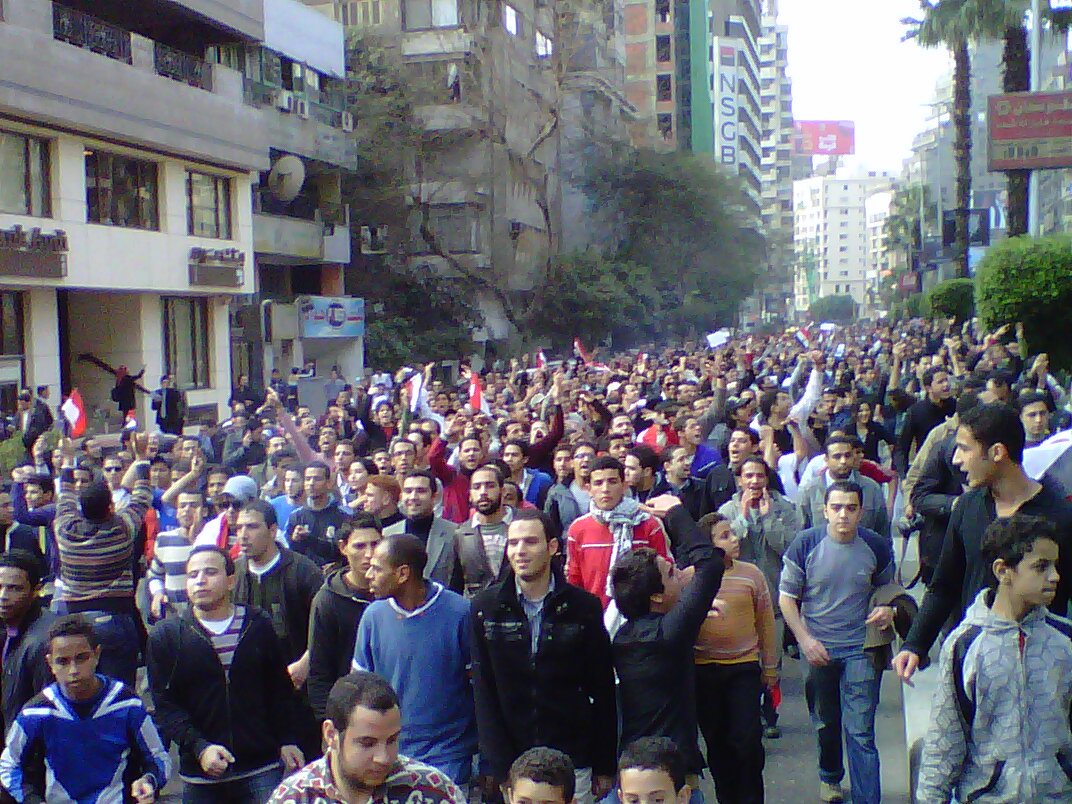
Revolució egípcia de 2011

També va produir una sèrie de models matemàtics que descriuen en detall la dinàmica política i la demografia d'Egipte i s'utilitzen per a analitzar la Revolució egípcia de 2011.

#### Cicles de Kondratieff
Ha investigat sobre els cicles de Kondratieff en la dinàmica mundial.

### La teoria del sistema mundial

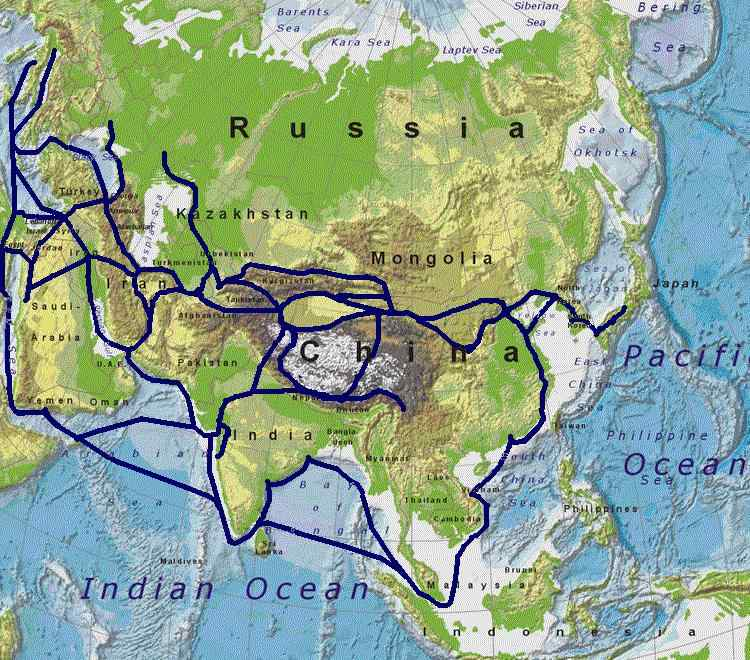
Sistema mundial

Andrei Korotàiev, al costat d'altres autors, va fins i tot més lluny que Gunder Frank i situa el principi de la formació del sistema mundial en el mil·lenni desè aC, connectant-lo amb el començament de la revolució neolítica a l'Orient Mitjà. El centre d'aquest sistema mundial estava a l'interior d'Àsia, concretament a la Xina. Un dels conceptes centrals dels estudis de Korotàiev és la tesi de la realimentació positiva.

### Estudis culturals
En aquest camp, Andrei Korotàiev va ser també un dels pioners (juntament amb els seus col·legues) de l'estudi de la correlació entre la distribució espacial del motius mitològics i els marcadors genètics.
També Korotàiev i els seus companys van demostrar que el protestantisme ha influït positivament en el desenvolupament del capitalisme, no tant per la "ètica protestant" (com va ser suggerit per Max Weber), sinó per la promoció de l'alfabetització.

### L'evolució dels sistemes sociopolítics del Iemen. Orígens de l'islam

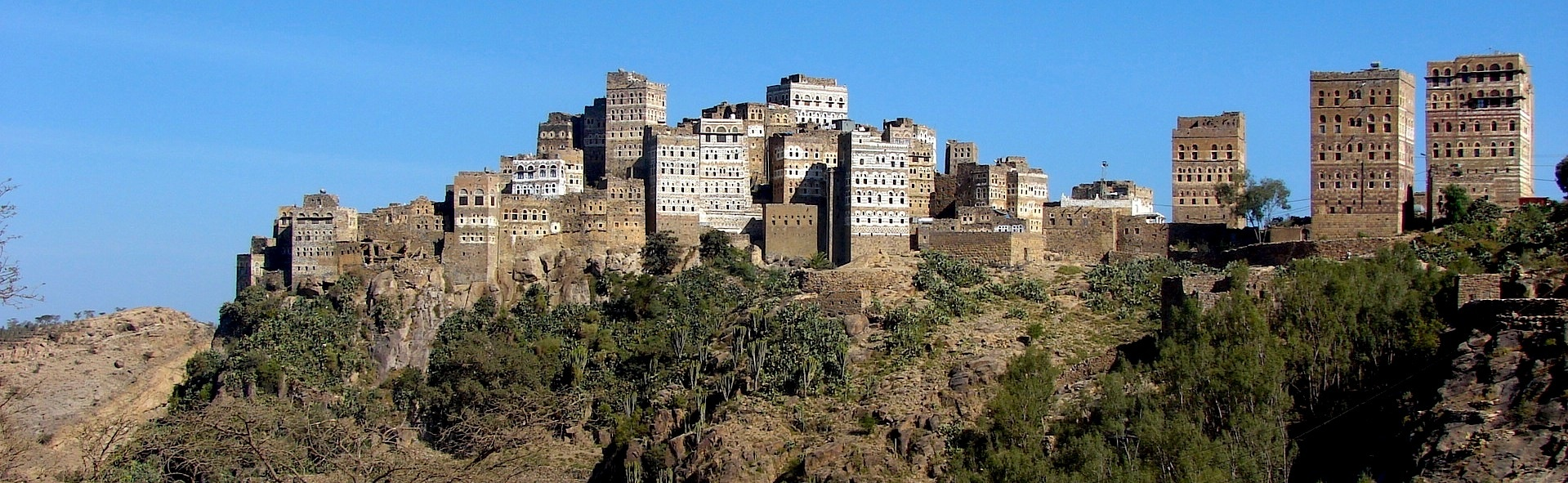
Iemen

Korotàiev ha fet una contribució especial en aquest àmbit mitjançant la detecció de les principals tendències en l'evolució del Iemen. Va realitzar una contribució especial en aquest camp mitjançant la detecció de les principals tendències del desenvolupament de la cultura del Iemen amb l'aplicació de mètodes quantitatius per a l'anàlisi de les fonts epigràfiques. Va proporcionar proves convincents de l'existència d'una organització matrilineal a l'Aràbia preislàmica. A més d'això, Korotàiev feu una important contribució a l'estudi dels orígens de l'islam.

## Publicacions
Korotàiev ha escrit més de 20 llibres i 150 articles relacionats amb les seves investigacions. En destaquen els llibres següents:
- Ancient Yemen (Oxford University Press, 1995)
- World Religions and Social Evolution of the Old World Oikumene Civilizations: A Cross-cultural Perspective (Edwin Mellen Press, 2004)
- Introduction to Social Macrodynamics (KomKniga, 2006, amb Artemy Malkov i Daria Khaltourina)
- Great Divergence and Great Convergence. A Global Perspective (Springer, 2015).

Entre els seus articles acadèmics més importants es poden esmentar:
- Origins of Islam, en Acta Orientalia Academiae Scientiarum Hungaricae 1999 (amb Vladimir Klimenko i Dmitry Proussakov)
- Regions Based on Social Structure: A Reconsideration, publicat en Current Anthropology 2000 (amb Alexander Kazankov)
- A Compact Macromodel of World System Evolution, Journal of World Systems Research 2005
- The World System Urbanization Dynamics: A quantitative analysis en History & Mathematics: Historical Dynamics and Development of Complex Societies (KomKniga, 2006)
- A Spectral Analysis of World GDP Dynamics: Kondratieff Waves, Kuznets Swings, Juglar and Kitchin Cycles in Global Economic Development, and the 2008–2009 Economic Crisis, Structure and Dynamics Vol.4. #1. P.3-57.
- Egyptian Revolution: A Demographic Structural Analysis. Entelequia. Revista Interdisciplinar 13 (2011): 139-165.
- Phases of global demographic transition correlate with phases of the Great Divergence and Great Convergence. Technological Forecasting and Social Change. Volume 95, June 2015, pages 163–169.